# Senefelderplatz (stacja metra)
Senefelderplatz – stacja metra w Berlinie, w dzielnicy Prenzlauer Berg, w okręgu administracyjnym Pankow, na linii U2. Stacja została otwarta w 1913.